# Непрадя
Непрадя (рум. Năpradea) — село у повіті Селаж в Румунії. Адміністративний центр комуни Непрадя.
Село розташоване на відстані 390 км на північний захід від Бухареста, 28 км на північний схід від Залеу, 68 км на північ від Клуж-Напоки.

## Населення
За даними перепису населення 2002 року у селі проживала 871 особа, усі — румуни. Усі жителі села рідною мовою назвали румунську.